# Mesochorus lautus
Mesochorus lautus är en stekelart som beskrevs av Dasch 1974. Mesochorus lautus ingår i släktet Mesochorus och familjen brokparasitsteklar. Inga underarter finns listade i Catalogue of Life.